# Personal branding
Personal branding – strategia marketingowa inwestowania w budowanie reputacji i zwiększania swojej wartości na rynku pracy za pomocą specjalistów ds. wizerunku.
Personal branding rozpowszechniony jest szczególnie w anglosaskiej tradycji biznesu i budowania wizerunku (zarządzanie osobą jako marką). Strategia personal branding stosowana jest przez osoby publiczne – polityków, dziennikarzy, aktorów, sportowców, ludzi nauki, menedżerów. W Stanach Zjednoczonych konsultanci wizerunkowi budujący reputację osób publicznych są nieodłączną częścią ich sukcesu. W Polsce zadania z zakresu personal branding realizowane są najczęściej przez wyspecjalizowane w działaniach na rzecz marketingu politycznego agencje PR, jednak strategia ta dotyczy coraz większej grupy ludzi pracujących w sztuce, mediach i branżach związanych z biznesem, jak na przykład coaching i mentoring.

## Fazy tworzenia marki osobistej
Jeden z pierwszych kroków, to odkrycie własnej marki od podstaw. Opracowanie przewag i korzyści dla odbiorców, które zostają przeramowane na odpowiednie komunikaty.
Kolejne elementy do opracowania w kilku krokach:
- MISJA – cechy marki - kim jest, jaką misję realizuję.
- WIZJA BIZNESOWA – obraz  marki w perspektywie czasowej. Cele możliwe do zrealizowania
- KLUCZ MARKI – odnalezienie najważniejszych korzyści wyróżniających markę na tle konkurencji
- ANALIZA SWOT – określenie mocnych i słabych stron marki oraz szans oraz zagrożeń.
- PLAN MARKETINGOWY – plan pomocny w ustaleniu działań jakie należy podjąć, by osiągnąć zamierzone cele[1].